# Europastraße 49
Die Europastraße 49 ist eine Europastraße in Mitteleuropa. Mit 740 km Länge ist sie eine der kürzeren Fernverkehrsstraßen dieser Kategorie. Sie führt von Nordwesten nach Südosten von Magdeburg in Deutschland über Tschechien nach Wien in Österreich.

## Streckenverlauf

### Deutschland
Die Europastraße 49 beginnt am Kreuz Magdeburg und folgt danach der Bundesautobahn 14 in Richtung Süden. Sie führt an Halle vorbei und wechselt am Schkeuditzer Kreuz, etwa 15 Kilometer westlich von Leipzig, auf die Bundesautobahn 9 in Richtung Süden. In diesem Abschnitt verläuft sie gleich mit der Europastraße 51.
Ab der Abfahrt Schleiz folgt die Europastraße 49 der Bundesstraße 282 bis Plauen ostwärts, ab dort folgt sie der Bundesstraße 92 südwärts über Oelsnitz/Vogtl. und Bad Brambach zur tschechischen Grenze.

### Tschechien
In Tschechien beginnt die Europastraße 49 an der Grenze nahe dem Dorf Vojtanov und folgt bis Cheb dem Verlauf der Straße I. Ordnung Silnice I/21. Ab dort folgt sie der Dálnice 6 über Sokolov nach Karlsbad. In diesem Abschnitt verläuft sie gleich mit der Europastraße 48.
Von Karlovy Vary an folgt die Europastraße 49 der Silnice I/20 in südlicher Richtung über Pilsen und Písek nach Budweis. Dort führt sie im Stadtgebiet kurz über die Silnice I/3 und die Europastraße 55, ehe sie über die Silnice I/34 nach Třeboň führt. Dort folgt sie der Silnice I/24 bis zur österreichischen Grenze.

### Österreich
Die Europastraße 49 folgt von der Grenze nahe Neu-Nagelberg an über Schrems bis nach Horn der Waldviertler Straße (B2). Von dort an folgt sie der Horner Straße (B4) bis nach Stockerau. Von dort an folgt sie der Donauufer Autobahn (A22) in Wien bis zum Knoten Kaisermühlen und danach der Autobahn Südosttangente Wien (A23) bis zum Knoten Prater. Auf der A22 und der A23 verläuft sie gemeinsam mit der Europastraße 59.